# 刘洛
劉洛（?—?），五胡十六国時代前燕中山郡蒲陰（今河北省顺平县东）人，其弟劉興。
劉興私代劉洛被征召兵役。战敗，背軍逃回。蒲陰县捕拿劉洛，要处决他。劉興到郡中出首，说自己才是逃兵，应该处罚自己而不是哥哥劉洛。劉洛说名册上是自己的名字，请求处决自己，于是兄弟争刑。皇帝慕容暐听说后，认为劉洛兄弟都是重罪，但兄弟情義互救可嘉，于是都予以特赦。